# Alphonse Thyes
Alphonse George Thyes (Müllendorf, 5 augustus 1830 – Luxemburg-Stad, 15 november 1914) was een Luxemburgs technisch tekenaar en landschapsschilder.

## Leven en werk
Alphonse Thyes was een zoon van Dominique Thyes en Marguerite Schreiner. Hij werd opgeleid op het atelier van de schilder Jean-Baptiste Fresez.  Uit zijn huwelijk met Louise Ewert werden zes kinderen geboren, onder wie Marguerite Thyes (1862-1920) en André Thyes (1867-1952).
Thyes was technisch tekenaar bij de Société royale grand-ducale des Chemins de Fer Guillaume-Luxembourg, het bedrijf werd in 1857 opgericht om vier spoorlijnen vanuit Luxemburg-Stad aan te leggen. Hij was daarnaast als landschapsschilder actief. Thyes behoorde tot de stichtende leden van de Cercle Artistique de Luxembourg (CAL), samen met zijn zoon André en onder anderen de architecten Jean-Pierre Knepper, Jean-Pierre Koenig, Charles Mullendorff, Georges Traus en Auguste van Werveke, auteurs Pol Clemen, Nicolas Liez en Batty Weber, beeldhouwer Jean-Baptiste Wercollier, glaskunstenaar Pierre Linster, de schilders Pierre Blanc, Reginald Bottomley, Michel Engels, Michel Heiter, Franz Heldenstein en Jean-Pierre Huberty en tekenaar Eugène Kurth. Thyes en Heldenstein behoorden tot de nestors van de vereniging. In 1894 nam Alphonse met André en Marguerite deel aan de eerste Salon du CAL. Hij zou tot 1902 deelnemen aan de jaarlijkse salons.
Alphonse Thyes overleed op 84-jarige leeftijd. De grafrede werd uitgesproken door Ferdinand d'Huart, voorzitter van de CAL.
- Musée national d'archéologie, d'histoire et d'art: lkl006183